# Chrysomya albiceps
Chrysomya albiceps is een vlieg uit de familie Bromvliegen (Calliphoridae). De soort wordt vaak geassocieerd met myiasis in Afrika en Amerika hoewel ze ook jaagt op andere diptera-larven.
De soort wordt ook gebruikt in forensisch onderzoek en forensische entomologie. De soort is het eerste insect dat in contact komt met dood vlees. Ze zijn instaat dode materie over een afstand van 16 km te ruiken.
Daarnaast wordt de soort ook genoemd als gevaarlijke ziekteverwekker, aangezien de soort zich voedt met feces en rottend afval kan ze als vector dienen van pathogene microrganismen.